# タイセイヨウニシン

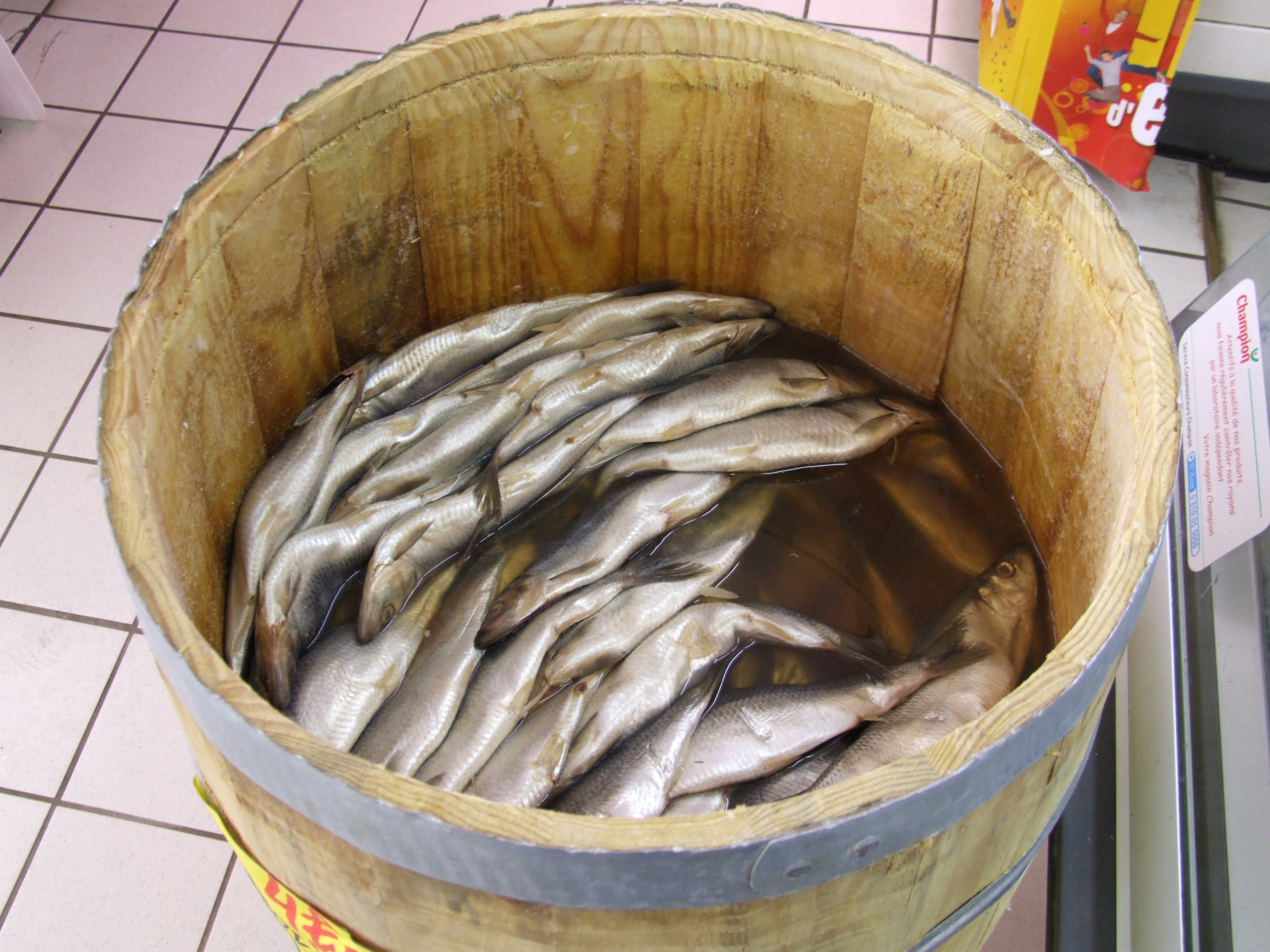
Clupea harengus

タイセイヨウニシン（大西洋鰊・大西洋鯡、学名: Clupea harengus）は、ニシン目ニシン科の海水魚。回遊魚で、北大西洋と北極海に分布する。

## 形態
魚体は細長く、体長は30-45センチメートルほど。背側は青黒色、腹側は銀白色。
太平洋に分布するニシンにきわめて類似しており、外見上は腹部の鱗の形が若干違う程度である。生態や肉質なども大きな差はない。欧米で Herring, Häring と言えばニシンも含むが、普通は本種のことを指す。種を区別したいときには、ニシンを Pacific herring、タイセイヨウニシンを Atlantic herring と呼ぶ。

## 利用

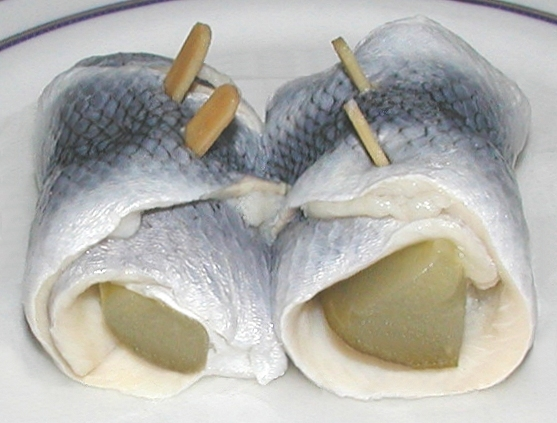
Rollmops

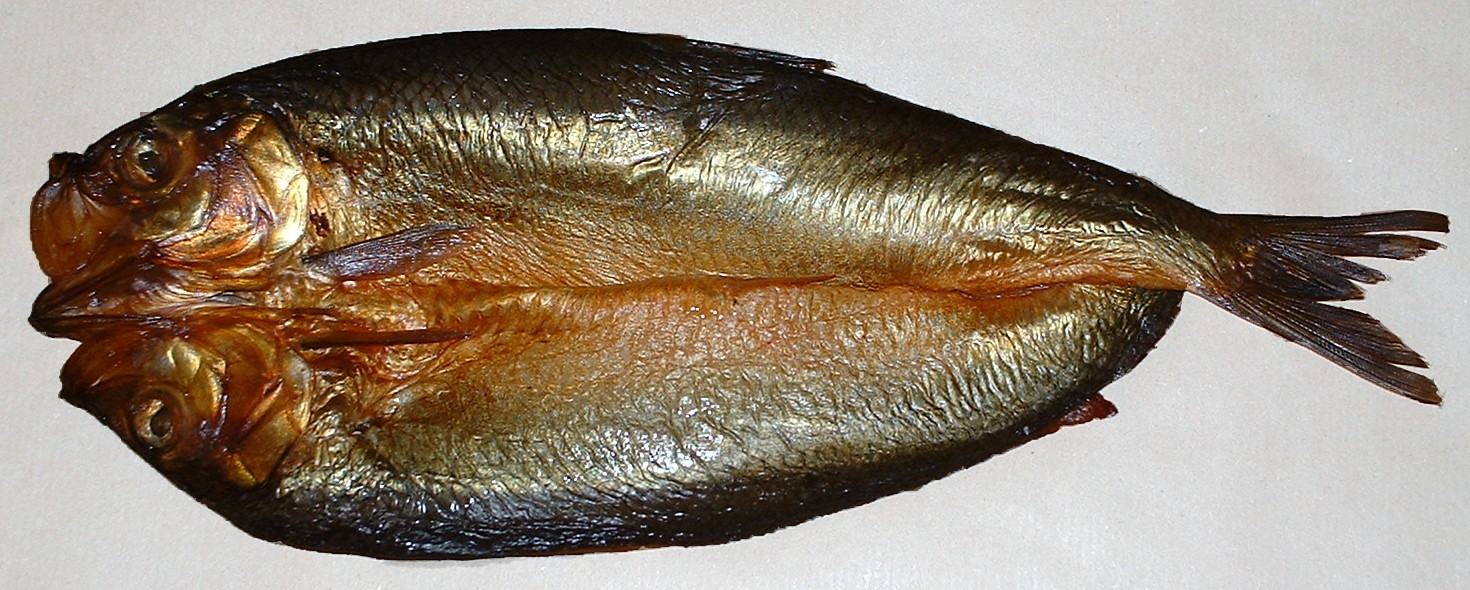
Kippered "split" herring

北ヨーロッパではマリネ、燻製、缶詰、塩干などにして食べられる。日本にもノルウェーなどから大量に輸入され、ニシンと同じように食べられている。
本種を用いる料理として、酢漬けのロールモップス (Rollmops) や燻製のキッパー (Kipper) などがある。